# Joseph Baermann Strauss

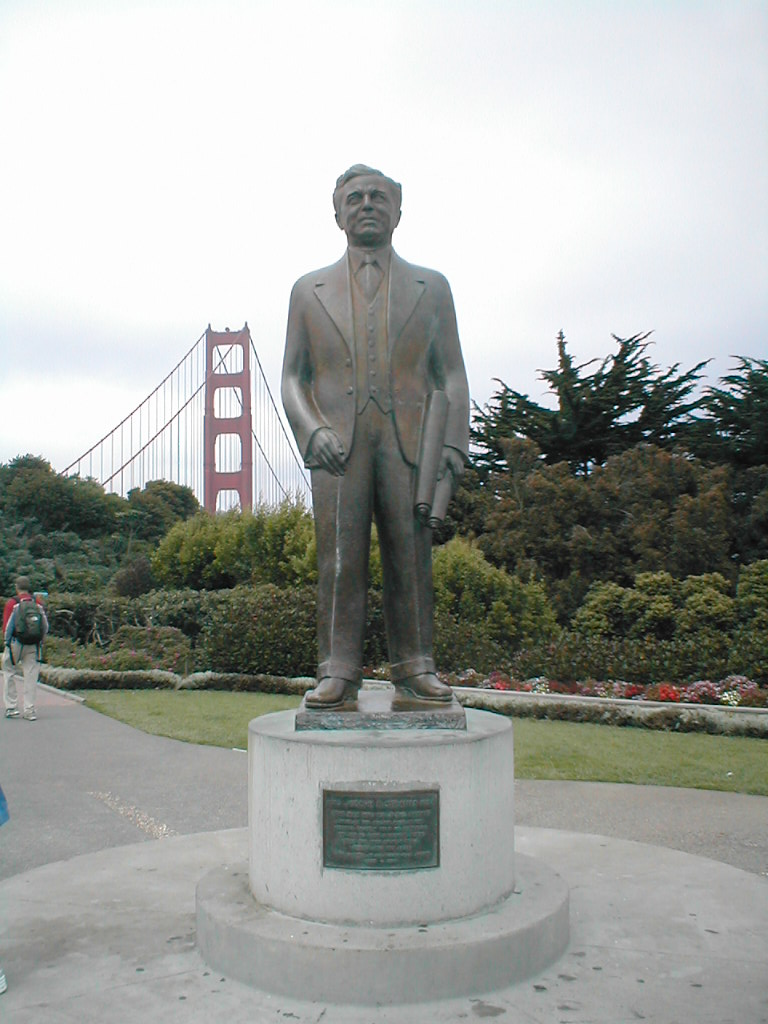
Statue von Strauss vor der Golden Gate Bridge

Joseph Baermann Strauss (* 9. Januar 1870 in Cincinnati, Ohio:12; † 16. Mai 1938 in Los Angeles, Kalifornien) war ein US-amerikanischer Brückenbau-Ingenieur deutscher Herkunft.

## Leben
Strauss wurde in eine Künstlerfamilie geboren. Seine Mutter war Pianistin, sein Vater Raphael Strauss Schriftsteller und Maler.:12–13
1892 schloss er ein Studium zum Bauingenieur an der Universität von Cincinnati ab. Nach seinem Abschluss arbeitete Strauss zunächst einige Jahre für zwei Stahlbauunternehmen, bevor er von Ralph Modjeski in dessen Büro in Chicago aufgenommen wurde, wo er Klappbrücken entwickelte.
1902 eröffnete er in Chicago seine eigene Firma, die Strauss Bascule and Concrete Bridge Company, welche den Klappmechanismus für zahlreiche Brücken lieferte. Wie der Name des Unternehmens vermuten lässt, zeichneten sich Strauss’ Entwürfe unter anderem durch die Verwendung von Beton (vor allem für das Gegengewicht) aus – dies war im Brückenbau bis dahin ungewöhnlich. Später wurde das Unternehmen in Strauss Bascule Bridge Company umbenannt.:13

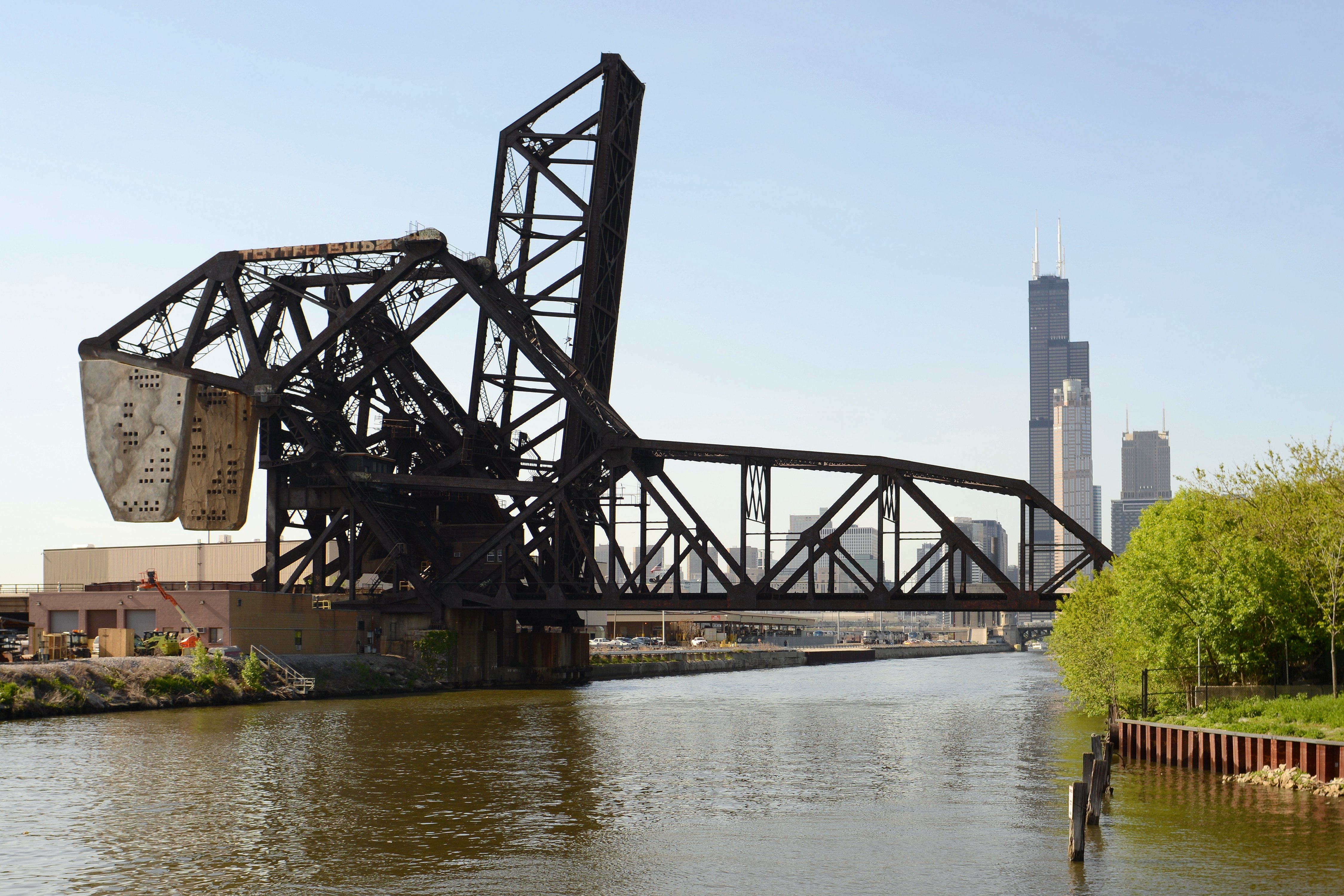
St. Charles Air Line Bridge über den Chicago River (Vordergrund; geschlossen) und die Baltimore and Ohio Chicago Terminal Railroad Bascule Bridge (unmittelbar dahinter; dauerhaft geöffnet)

Strauss patentierte darüber hinaus zahlreiche Bauformen von Klappbrücken – darunter eine im Englischen bis heute als Strauss-heel trunnion bascule bridge bezeichnete Variante. Hierbei handelt es sich um eine Fachwerkbrücke, bei der das Gegengewicht nicht an der Klappe selbst angebracht, sondern mittels einer zweiten Fachwerkskonstruktion oberhalb der Verkehrsebene positioniert ist. Wird die Brücke geöffnet, so bewegen sich die Klappe und das Gegengewicht um unterschiedliche Rotationsachsen, wodurch ein verhältnismäßig platz- und materialeffizienter Aufbau möglich ist und größere Spannweiten erreichbar sind, als bei herkömmlichen Klappbrücken.:13
Ein Beispiel für diese Bauweise ist die St. Charles Air Line Bridge, eine Eisenbahnbrücke über den Südarm des Chicago Rivers.
Auf eine Anfrage der Stadtverwaltung von San Francisco lieferte Strauss 1921 erste Pläne für eine Brücke über das Golden Gate. Anschließend wandte er viel Zeit und Energie auf, das Brückenprojekt durchzusetzen. 1929 wurde er zum Chefingenieur der Golden Gate Bridge ernannt und leitete deren Bau vom Beginn im Jahr 1933 bis zur Fertigstellung im April 1937.
Weitere von Strauss entworfene Brücken sind die Skansenbrua in Trondheim (1918) sowie die Burnside Bridge (1926) und die Lewis and Clark Bridge (1930).
Strauss schrieb mehrere Gedichte, darunter eines über die Stadt Chicago (1912):13–14 und ein weiteres über die Sequoias Nordkaliforniens.
Im Jahr 1921 veröffentlichte er einen Gedichtband mit dem Titel By-Products of Idle Hours.:13
Strauss starb am 16. Mai 1938 an einem Herzinfarkt.